# Motlalepula Thabana
Motlalepula „Michael“ Thabana (* 27. Februar 1950) ist ein ehemaliger lesothischer Langstreckenläufer.
Er trat bei den Olympischen Sommerspielen 1980 in Moskau an. Im Wettbewerb 10.000 m schied er in den Vorläufen aus.